# Kodeks 0227
Kodeks 0227 (Gregory-Aland no. 0227) – grecki kodeks uncjalny Nowego Testamentu na pergaminie, paleograficznie datowany na V wiek. Do naszych czasów zachował się fragment jednej karty kodeksu. Jest przechowywany w Wiedniu. Fragment nie zawiera żadnych osobliwości tekstualnych, bywa cytowany w krytycznych wydaniach greckiego Nowego Testamentu.

## Opis
Do naszych czasów zachował się fragment 1 karty, z tekstem Listu do Hebrajczyków (11,18-19.29). Oryginalne karty kodeksu miały rozmiar 21 na 17 cm.
Tekst pisany jest w dwóch kolumnach, 23 linijek w kolumnie, około 12 liter w linijce tekstu. Górny margines jest szeroki na 2,3 cm, marginesy boczne mają 2 i 1,5 cm szerokości. We fragmencie nie występują nomina sacra. Skryba nie popełnia błędu itacyzmu, stosuje dierezę (nad jotą) oraz punktację.
Litery są wyraziste, precyzyjne i grube, kształty liter są charakterystyczne dla biblijnej uncjały. W literach wertykalne kreski są grube, a horyzontalne cienkie, rho wychodzi poza linię, sigma, epsilon i omikron są okrągłe. Prawie nie ma żadnych znaków na końcu linii, brak ligatur.

## Tekst
Fragment reprezentuje aleksandryjską tradycję tekstualną. Kurt Aland zaklasyfikował go do kategorii III, co oznacza, że jest ważny dla odtworzenia oryginalnego tekstu Nowego Testamentu. Fragment nie zawiera żadnych wariantów tekstowych i jest całkowicie zgodny z wydaniami krytycznymi Nowego Testamentu.

## Historia
Rękopis datowany jest przez paleografów na V wiek. Za taką datą opowiadał się Haelst, Aland, Porterowie. Jest to też oficjalna data, jaką proponuje INTF . Nieznane jest miejsce, z którego pochodzi fragment. Karl Wessely, austriacki paleograf, przypuszczał, że znaleziono go w Fajum.
Na listę rękopisów Nowego Testamentu wciągnął go Kurt Aland w 1953 roku, oznaczając go przy pomocy siglum 0227.
Transkrypcję tekstu opublikował Peter Sanz w 1946. Faksymile fragmentu wydał paleograf Guglielmo Cavallo w 1967. Porterowie w 2008 roku opublikowali zarówno faksymile jak i transkrypcję tekstu.
Fragment cytowany jest we współczesnych krytycznych wydaniach greckiego tekstu. Cytuje go Novum Testamentum Graece Nestle-Alanda (NA26, NA27). Nie był cytowany w trzecim wydaniu greckiego Nowego Testamentu przygotowanego przez Zjednoczone Towarzystwa Biblijne (UBS3), był natomiast cytowany w czwartym wydaniu (UBS4). W 27. wydaniu Nestle-Alanda (NA27) traktowany jest jako świadek pierwszego rzędu cytowania.
Rękopis przechowywany jest w Austriackiej Bibliotece Narodowej (Pap. G. 26055) w Wiedniu .